# Steff Cras
Steff Cras (Geel, 13 febbraio 1996) è un ciclista su strada belga che corre per il team TotalEnergies; è professionista dal 2018.

## Palmarès

### Strada
- 2014 (Juniores)

1ª tappa Tour du Valromey (Bettant > Rossillon)
- 2025 (TotalEnergies, una vittoria)

1ª tappa Vuelta a Asturias (Oviedo > Llanes)

## Piazzamenti

### Grandi Giri
- Tour de France

2020: ritirato (9ª tappa)
2023: ritirato (8ª tappa)
2024: 16º
2025: ritirato (14ª tappa)
- Vuelta a España

2019: 76º
2021: 20º
2022: ritirato (2ª tappa)
2023: 11º

### Classiche monumento
- Liegi-Bastogne-Liegi

2023: 30º
- Giro di Lombardia

2019: 26º
2020: 49º
2021: 78º

### Competizioni mondiali
- Campionati mondiali

Ponferrada 2014 - In linea Junior: ritirato
Innsbruck 2018 - In linea Under-23: 45º